# Валерий Абаджи
Валерий Павлович Абаджи (на украински: Валерій Павлович Абаджі) е съветски и украински треньор по колоездене, майстор на спорта на Съветския съюз, както и заслужен треньор на Украйна (от 1996 г.).

## Биография
Валерий Абаджи е роден на 12 юли 1948 г. в Сарата, Украинска ССР. През 1994 г. завършва Киевския институт по физическа култура (днес Национален университет за физическо възпитание и спорт на Украйна). По-късно преподава в Броварското висше училище по физическа култура. Сред неговите възпитаници са – заслужилият майстор на спорта на Украйна, Световният шампион от 1998 г. по пистови състезания Сергей Матвеев, както и редица други украински колоездачи, включително майстори на спорта Андрей Братащук и Алексей Гарбуз.